# Alosa sphaerocephala
Alosa sphaerocephala är en fiskart som först beskrevs av Berg, 1913.  Alosa sphaerocephala ingår i släktet Alosa och familjen sillfiskar. Inga underarter finns listade i Catalogue of Life.